# Partido Nacional de Baluchistán
El Partido Nacional del Baluchistán, en ocasiones llamado Partido Nacionalista del Baluchistán (en urdu: بلوچستان نيشنل پارٹی; BNP por sus siglas en inglés), es un partido político paquistaní creado para defender los derechos de los baluchíes y la autonomía del Baluchistán paquistaní por medios pacíficos y democráticos.

## Historia
En 1972, el Partido Nacional Awami (NAP) formó el primer gobierno electo de la región con Ataullah Mengal como primer ministro de la provincia del Baluchistán. Nueve meses después, fue destituido por Zulfikar Ali Bhutto, presidente de Pakistán, bajo la acusación de disgregar el país, y fue encarcelado con otros miembros de su partido. Tras cuatro años en prisión, fue liberado. 
En 1977, tras el golpe militar del general Muhammad Zia-ul-Haq, Ataullah Mengal tuvo que exiliarse a Londres, de donde volvió en 1996 para formar el Partido Nacional del Baluchistán. En 1997, durante el gobierno de Nawaz Sharif, primer ministro de Pakistán, Sardar Akhtar Mengal, el hijo más joven de Ataullah Mengal, fue elegido primer ministro del Baluchistán paquistaní.
En 2009, Akhtar Mengal fue elegido presidente del partido.
El BNP está profundamente enraizado en la sociedad baluchí del oriente paquistaní, en Karachi, en la diáspora baluchí de los países del golfo Pérsico y en los refugiados e inmigrantes baluchíes asentados en Europa y Estados Unidos.  